# Andrew Peacock

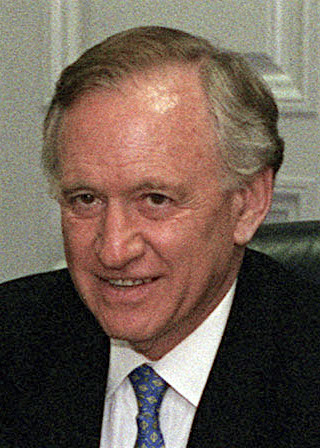
Andrew Peacock (1999)

Andrew Sharp Peacock AC (* 13. Februar 1939 in Melbourne, Victoria; † 16. April 2021 in Austin, Texas) war ein australischer Politiker. Er war unter anderem Außenminister des Landes und Vorsitzender der Liberal Party of Australia.

## Frühes Leben
Peacock wurde in Melbourne, Victoria, als Sohn eines wohlhabenden Firmendirektors geboren. Er besuchte das Scotch College und die Universität Melbourne in seiner Heimatstadt, wo er seinen Jura-Abschluss machte. Er war als Jurist in Melbourne tätig. Im Jahr 1962 wurde er Präsident der Young Liberals, der jungen Liberalen, und 1963 heiratete er Susan Rossiter (1942–2016; spätere verheiratete Sangster und (Lady) Renouf), die Tochter von Sir John Frederick Rossiter, der den Liberalen im Ausschuss in Victoria vorstand und dessen Frau Joan Stewart. Zusammen bekamen sie drei Töchter. Die Ehe wurde 1978 geschieden. Im Jahr 1965 wurde Peacock Präsident der Victorian Liberal Party.

## Einstieg in die Bundespolitik

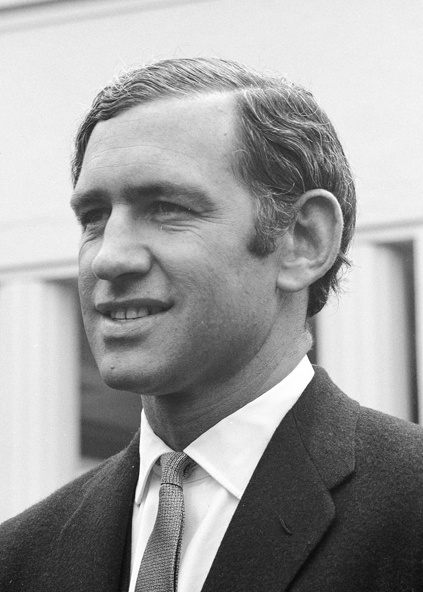
Peacock (1969)

Im Jahr 1966 trat der Liberale australische Premierminister Robert Menzies zurück, woraufhin Peacock seinen Wahlbezirk Kooyong übernahm, welcher in den wohlhabenden östlichen Vororten von Melbourne beheimatet ist. Im Jahr 1969 wurde er Armeeminister (Minister for the Army) und war am Sturz des Liberalen Premierministers John Gorton 1971 beteiligt. Im Jahr 1972 wurde er von William McMahon als Minister for Territories ernannt und hatte die Verantwortung für die Vorbereitung des von Australien verwalteten Papua-Neuguinea auf die Unabhängigkeit.
Als die Liberalen im Dezember 1972 in die Opposition gingen, gelang es ihm sich in der Parteiführung zu etablieren. Als moderater Liberaler war er ein Anhänger des neuen Parteichefs Billy Snedden. Nach Sneddens Wahlniederlage 1974 galt er als Nachfolgekandidat, doch Malcolm Fraser übernahm die Initiative und beerbte Snedden 1975 als Parteichef. Fraser ernannte Peacock zum Sprecher in außenpolitischen Fragen der Liberal Party of Australia und als Fraser im Dezember 1975 seine Partei zum Wahlerfolg führte, wurde er im Alter von 36 Jahren Außenminister.
Peacock bekleidete dieses Amt fünf Jahre lang bis 1980, wobei ihm aufgrund seiner Beziehung zur US-amerikanischen Schauspielerin Shirley MacLaine ein Image als internationaler Playboy anhaftete. Er war ein erklärter Gegner der Aufrechterhaltung der Anerkennung des Regimes der Roten Khmer unter Pol Pot als legitime Regierung Kambodschas, nach dem diese von Vietnam rausgeworfen wurde, was ihn in Konflikt zu Fraser brachte. Peacock wechselte nach der Wahl 1980 ins Amt des Minister for Industrial Relations (→ Industrial relations). Im April 1981 trat er überraschend von seinem Posten zurück, da er Fraser vorwarf, sich ständig in seine Aufgaben einzumischen. Kurz darauf berief Fraser eine Versammlung der Liberalen Parlamentsfraktion ein, wo die Bestrebungen Peacocks, selbst den Parteivorsitz zu übernehmen, keine Mehrheit fanden.
Im November 1982 kehrte er als Minister for Industry and Commerce in das politische Tagesgeschehen zurück.

## Parteivorsitz
Frasers Regierung endete mit dem Verlust der Bundeswahlen im März 1983 gegen die Australian Labor Party unter Führung von Bob Hawke. Fraser zog sich zurück und Peacock setzte sich gegen John Howard im Kampf um den Parteivorsitz durch. Im September 1983 heiratete Peacock in einer Kirche in South Yarra die mit ihm seit geraumer Zeit verbundene 37-jährige Margaret St. George (geb. Ingram, spätere Fletcher und Ingram), die seine persönliche Assistentin in seiner Zeit als Außenminister und nunmehr Partnerin in einer Geschäftsberatungsfirma war. Die Eheschließung wurde durch den Kanoniker Peter Hollingworth, später Bischof und Generalgouverneur von Australien, vorgenommen.
Bei den vorgezogenen Bundeswahlen 1984 konnte er die Mehrheit des populären Hawke verkleinern. Anschließend versuchte Peacock den Vizechef der Partei, John Howard, durch einen anderen Kandidaten zu ersetzen, was aufgrund mangelnder Unterstützung innerhalb der Partei scheiterte, weshalb er anschließend zurücktrat. Howard wurde sein Nachfolger und nahm Peacock als Sprecher für Außenpolitik in sein Schattenkabinett auf. Nachdem Howard die Bundeswahlen 1987 verloren hatte, wurde Peacock zunächst stellvertretender Parteichef und kehrte schließlich 1989 an die Parteispitze zurück.
Bei der Wahl im März 1990 gewann die konservative Koalition von Liberal party und National Party mit 50,1 % knapp die Mehrheit der Stimmen, erreichte aber nicht die Mehrheit der Sitze. Dabei hatte die Regierung von Bob Hawke mit einer Rezession und Zinssätzen auf Rekordniveau zu kämpfen. Nach Peacocks Rücktritt als Parteiführer wurde John Hewson sein Nachfolger. Unter diesem übernahm er die Schattenministerien des Attorney General (1990–92) und Handel (1992–93). Als Hewson gegen Paul Keating die Bundeswahlen 1993 verlor, übernahm Peacock wieder außenpolitische Aufgaben. Er verließ sein Amt, nachdem Hewson durch Alexander Downer an der Parteispitze ersetzt worden war.

## Nach der Politik

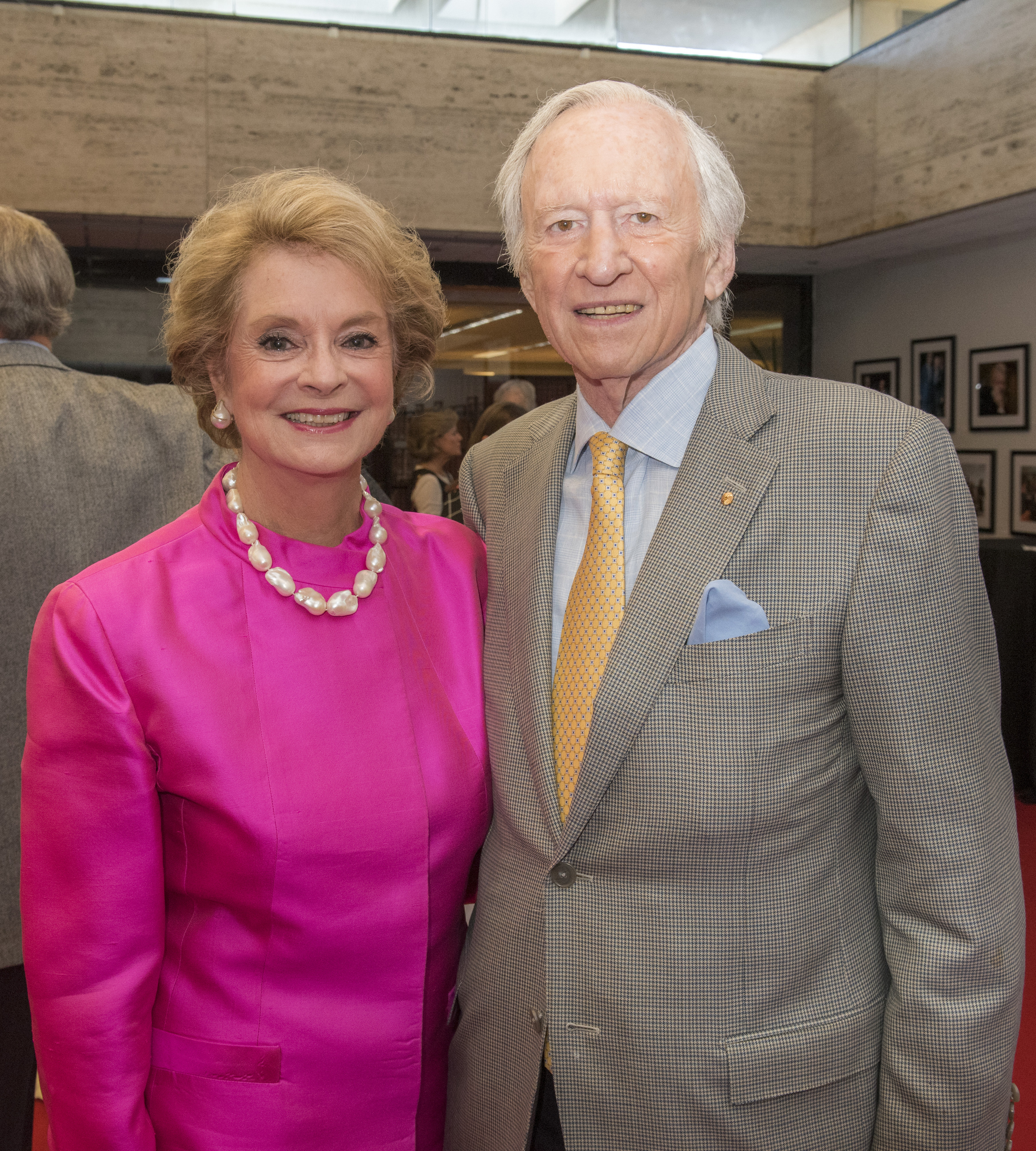
Peacock mit Frau Penne (2016)

Im September 1994 zog sich Peacock aus der Politik und zurück. Als John Howard 1996 Premierminister wurde, ernannte er Peacock zum australischen Botschafter in den USA. In Washington lernte er die amerikanische Diplomatin und konservative Lobbyistin Penne Percy Korth (* 1942) kennen, die er 2002 heiratete. Nach seiner Zeit als Botschafter wurde er 2002 Manager von Boeing Australien. Diesen Posten behielt er bis 2007. Danach leitete er die an der Goldküste ansässige Finanzgruppe MFS Limited die nach 15 Monaten mit 2,5 Milliarden Dollar Schulden absoff. Danach lebte er mit seiner Frau in Austin, Texas, wo er am 16. April 2021 im Alter von 82 Jahren starb. In Australien wurde ihm in einer staatlichen Zeremonie gedacht, die Bestattung fand im engen Kreis in Austin statt.

## Ehrungen
Peacock wurde Companion of the Order of Australia im Jahr 1997. Für seine Rolle bei der Unabhängigkeit von Papua-Neuguinea wurde er zum Chief Grand Companion des Order of Logohu im Jahr 2006 ernannt. 2017 erhielt er von der Japanischen Regierung für seinen "Beitrag zur Stärkung und Förderung der freundschaftlichen Beziehungen zwischen Japan und Australien" den Großen Orden der Aufgehenden Sonne am Band.